# فريوليميسين
فريوليميسين (بالإنجليزية: Friulimicin) هو مضاد حيوي لاكتوني دوري تنتجه بكتيريا *Actinoplanes friuliensis*. ينتمي إلى نفس فئة الدابتومايسين، ويُظهر نشاطًا قويًا ضد البكتيريا موجبة الغرام، بما في ذلك السلالات المقاومة للأدوية مثل العنقوديات الذهبية المقاومة للميثيسيلين (MRSA). يجري حاليًا تطوير هذا المضاد الحيوي كعامل علاجي جديد ضد العدوى البكتيرية المقاومة.

## البنية
يحتوي الفريوليميسين على حلقة لاكتون مكونة من عشرة أحماض أمينية، ويُعتقد أن تركيبته الفريدة تساهم في نشاطه المضاد للبكتيريا. أحد المكونات الحاسمة في هذا التركيب هو داب، وهو حمض أميني غير شائع يُعرف باسم 2,3-diaminobutyric acid. أظهرت الدراسات أن استبدال حمض أميني واحد فقط في هذه البنية يمكن أن يؤدي إلى فقدان النشاط الحيوي، مما يشير إلى أن البنية الدقيقة للفريوليميسين ضرورية لفعاليته.

## آلية العمل
تتمثل الآلية المقترحة لعمل الفريوليميسين في التدخل في تخليق الجدار الخلوي للبكتيريا، على غرار الدابتومايسين، لكنه يبدو يستهدف خطوة مختلفة في هذه العملية. تُظهر النتائج الأولية أنه يعمل عبر آلية فريدة تجعله واعدًا كخيار علاجي بديل في وجه البكتيريا المقاومة.

## التطبيقات السريرية
نظرًا لنشاطه القوي ضد البكتيريا موجبة الغرام، وخاصة السلالات المقاومة، يُنظر إلى الفريوليميسين كمرشح محتمل لعلاج أنواع مختلفة من العدوى الخطيرة، بما في ذلك التهابات الجلد والتهابات مجرى الدم. ومع ذلك، لا يزال قيد الدراسة ما قبل السريرية، وهناك حاجة إلى مزيد من التجارب لتقييم سلامته وفعاليته في البشر.